# La Chapelle-Saint-Étienne
La Chapelle-Saint-Étienne ist eine Commune déléguée in der französischen Gemeinde Moncoutant-sur-Sèvre im Département Deux-Sèvres in der Region Nouvelle-Aquitaine. Sie hat 352 Einwohner (Stand: 1. Januar 2022).
Die Gemeinde La Chapelle-Saint-Étienne wurde am 1. Januar 2019 mit Le Breuil-Bernard, Moncoutant, Moutiers-sous-Chantemerle, Pugny und Saint-Jouin-de-Milly zur Commune nouvelle Moncoutant-sur-Sèvre zusammengeschlossen. Sie hat seither den Status einer Commune déléguée. Die Gemeinde La Chapelle-Saint-Étienne gehörte zum Arrondissement Parthenay sowie zum Kanton Cerizay.

## Geographie
La Chapelle-Saint-Étienne liegt etwa 40 Kilometer nördlich von Niort. Der Sèvre Nantaise begrenzt die Commune déléguée im Norden und Nordwesten. Umgeben wurde die Gemeinde La Chapelle-Saint-Étienne von den Nachbargemeinden Le Breuil-Bernard im Norden, Largeasse im Osten, L’Absie im Südosten und Süden, Saint-Paul-en-Gâtine im Süden und Südwesten sowie Moutiers-sous-Chantemerle im Westen und Nordwesten.

## Bevölkerungsentwicklung
| Jahr      | 1962 | 1968 | 1975 | 1982 | 1990 | 1999 | 2006 | 2012 |
| Einwohner | 597  | 520  | 445  | 420  | 396  | 359  | 329  | 322  |